# 扬武镇 (丹寨县)
扬武镇，是中华人民共和国贵州省黔东南苗族侗族自治州丹寨县下辖的一个乡镇级行政单位。
2013年5月20日，贵州省人民政府批复同意撤销丹寨县扬武乡、长青乡，设置扬武镇。

## 行政区划
扬武镇下辖以下地区：
长青村、上堡村、羊丁村、红岩村、大朗村、乌西村、龙塘村、番瓮村、排中村、联盟村、羊送村、腊尧村、朱砂村、牛棚村、干河村、羊排村、五一村、羊浪村、干改村、老八寨村、密告村、瓦厂村、羊望村、老冬寨村、乌仲村、雄期村、乌湾村、排倒村、排莫村、鸡家村、争光村和宰沙村。

## 中国传统村落
- 2012年12月，排莫村被评为首批“中国传统村落”。
- 2013年8月，扬颂村被评为第二批中国传统村落。